# Samson et Dalila (Le Guerchin)
Pour les articles homonymes, voir Samson et Dalila (homonymie).
Samson et Dalila est un tableau du peintre italien Le Guerchin réalisé en 1654 pour Charles II de Mantoue. Cette huile sur toile est une peinture chrétienne qui illustre un épisode de l'Ancien Testament, celui qui voit Dalila couper les cheveux de Samson pendant son sommeil. Seins nus, la jeune femme est figurée se retournant vers les Philistins qui observent la scène cachés derrière une colonne. Acquise en 1896, l'œuvre est conservée au musée des Beaux-Arts de Strasbourg, à Strasbourg, en France.